# 타나베 루이
타나베 루이(일본어: 田辺 留依 たなべ るい[*], 1997년 5월 23일 ~)는 일본의 여성 성우. 도쿄도 출신. 스테이 럭 소속.